# AnimEigo
AnimEigo é uma empresa de vídeo norte-americana, fundada em 1989, por Robert J. Woodhead, especializada no lançamento de desenhos animados japoneses (animes) legendados em inglês. 
As principais séries lançadas em inglês pela AnimEigo são Kimagure Orange Road, Urusei Yatsura e You're Under Arrest TV. 
A AnimEigo também fez um trabalho importante lançando em inglês a série Macross, anteriormente só disponível em versão dublada e retalhada, sob o nome Robotech. Contudo, a AnimEigo perdeu os direitos sobre Macross, que hoje pertencem à empresa ADV Films.